# Iresioides scapularis
Iresioides scapularis là một loài bọ cánh cứng trong họ Cerambycidae.